# Харитинівка
Харити́нівка — село у складі Балтської міської громади у Подільському районі, Одеська область. Раніше було підпорядковано Білинській сільській раді.
Розташоване за 8 км від центру громади — міста Балта. На півдні межує з селом Гидерим, на сході з селом Пасицели, на півночі з селом Білине та на заході з селом Акулинівка.

## Історія
7 (20) листопада 1917 року, відповідно до Третього Універсалу Української Центральної Ради, увійшло до складу Української Народної Республіки.
12 червня 2020 року, відповідно до Розпорядження Кабінету Міністрів України від № 724-р «Про визначення адміністративних центрів та затвердження територій територіальних громад Одеської області», увійшло до складу Балтської міської територіальної громади.
19 липня 2020 року, в результаті адміністративно-територіальної реформи і ліквідації Балтського району, село увійшло до складу новоутвореного Подільського району.

## Населення
Згідно з переписом 1989 року населення села становило 95 осіб, з яких 38 чоловіків та 57 жінок.
За переписом населення 2001 року в селі мешкали 44 особи. 100 % населення вказало своєю рідною мовою українську мову.

## Визначні пам'ятки
В селі розташована база еколого-натуралістичного підрозділа Одеського обласного гуманітарного центру позашкільної освіти і виховання.